# Silnice II/331
Silnice II/331 je silnice II. třídy, která vede z Krauzovny do Poděbrad. Je dlouhá 46,8 km. Spadá celá do Středočeského kraje a prochází čtyřmi okresy. Ve třech úsecích prochází peáží po jiné silnici II. třídy.

## Vedení silnice

### Středočeský kraj, okres Mělník
- Krauzovna (křiž. I/9, III/00911)
- Tuhaň (křiž. III/24415)
- Tišice (křiž. III/24422, III/24421)
- Chrást (křiž. III/24413)
- Ovčáry (křiž. II/244, III/24420)

### Středočeský kraj, okres Praha-východ
- Dřísy (křiž. III/10158, III/24417)
- Borek (křiž. III/24418)
- Stará Boleslav (křiž. II/610, III/2451, peáž s II/610)

### Středočeský kraj, okres Mladá Boleslav
- Podbrahy (křiž. II/610, peáž s II/610)
- Sojovice

### Středočeský kraj, okres Nymburk
- Dvorce (křiž. III/3314)
- Lysá nad Labem (křiž. II/272, III/3315, III/2725, peáž s II/272)
- Ostrá
- Šnepov (křiž. III/3316)
- Kostomlaty nad Labem (křiž. III/2725, III/3319, III/3319n, III/33110)
- Drahelice (křiž. III/33110)
- Nymburk (křiž. II/503, II/330, III/3318, peáž s II/503, II/330)
- Velké Zboží (křiž. I/38, III/33016)
- Poděbrady (křiž. II/329)